# Antonín Vaníček
Antonín Vaníček (22 aprile 1998) è un calciatore ceco, centrocampista del Mladá Boleslav.

## Carriera

### Nazionale
Con la nazionale Under-21 ceca ha preso parte a 3 incontri di qualificazione al Campionato europeo di calcio Under-21 2019.

## Statistiche

### Presenze e reti nei club
Statistiche aggiornate al 27 maggio 2023.
| Stagione              | Squadra               | Campionato            | Campionato | Campionato | Coppe nazionali | Coppe nazionali | Coppe nazionali | Coppe continentali | Coppe continentali | Coppe continentali | Altre coppe | Altre coppe | Altre coppe | Totale | Totale | Totale |
| Stagione              | Squadra               | Comp                  | Pres       | Reti       | Comp            | Pres            | Reti            | Comp               | Pres               | Reti               | Comp        | Pres        | Reti        | Pres   | Reti   |        |
| --------------------- | --------------------- | --------------------- | ---------- | ---------- | --------------- | --------------- | --------------- | ------------------ | ------------------ | ------------------ | ----------- | ----------- | ----------- | ------ | ------ | ------ |
| 2017-2018             | Bohemians 1905        | 1L                    | 18         | 3          | CRC             | 0               | 0               |                    | -                  | -                  |             | -           | -           | 18     | 3      |        |
| 2018-2019             | Bohemians 1905        | 1L                    | 27         | 1          | CRC             | 3               | 1               |                    | -                  | -                  |             | -           | -           | 30     | 2      |        |
| 2019-2020             | Bohemians 1905        | 1L                    | 27         | 1          | CRC             | 1               | 0               |                    | -                  | -                  |             | -           | -           | 28     | 1      |        |
| 2020-2021             | Bohemians 1905        | 1L                    | 27         | 1          | CRC             | 2               | 0               |                    | -                  | -                  |             | -           | -           | 29     | 1      |        |
| 2021-feb. 2022        | Jablonec              | 1L                    | 12         | 0          | CRC             | 3               | 0               | UEL+UECL           | 0+6                | 0+1                |             | -           | -           | 21     | 1      |        |
| feb.-giu. 2022        | Bohemians 1905        | 1L                    | 12+1       | 0          | CRC             | 0               | 0               |                    | -                  | -                  |             | -           | -           | 13     | 0      |        |
| Totale Bohemians 1905 | Totale Bohemians 1905 | Totale Bohemians 1905 | 111+1      | 6          |                 | 6               | 1               |                    | -                  | -                  |             | -           | -           | 118    | 7      |        |
| 2022-2023             | Mladá Boleslav        | 1L                    | 5          | 0          | CRC             | 0               | 0               |                    | -                  | -                  |             | -           | -           | 5      | 0      |        |
| Totale carriera       | Totale carriera       | Totale carriera       | 129        | 6          |                 | 9               | 1               |                    | 6                  | 1                  |             | -           | -           | 144    | 8      |        |